# نیوز بریتانیا
نیوز بریتانیا (انگلیسی: News UK) که نام سابقش اخبار بین‌الملل بود، ناشر روزنامه‌های بریتانیایی و زیرمجموعه شرکت خبری آمریکایی نوز کورپوریشن است. این شرکت خوشه‌ای ناشر فعلی روزنامه‌های تایمز، ساندی تایمز و روزنامه سان می‌باشد. انتشارات پیشین این مؤسسه تا ژوئن ۲۰۰۲ شامل روزنامه‌های تودی نیوزآو د ورلد، و روزنامه لندن بود و به آن نیوز اینترنشنال پلیس هم می‌گفتند. در ۳۱ مه ۲۰۱۱، نام شرکت از نیوز اینترنشنال با مسئولیت محدود به ان‌آی گروه محدود و در ۲۶ ژوئن ۲۰۱۳به نیوز بریتانیا تغییر نام یافت.

## تاریخچه
بین سالهای ۱۹۸۷ تا ۱۹۹۵، نیوز اینترنشنال از طریق شرکت تابعه نیوز بریتانیا با مسئولیت محدود، اولین روزنامه ملی انگلستان را که به صورت رنگی چاپ می‌شد در اختیار داشت. همه روزنامه‌های نیوز اینترنشنال (به استثنای روزنامه لندن، که در سال ۲۰۰۶ راه‌اندازی شد) توسط صاحبان دیگری طی صد سال گذشته تأسیس شده‌اند.
در اکتبر ۲۰۰۵، اخبار بین‌المللی تحصیلات TSL که ناشر آموزش عالی تایمز و مکمل آموزشی تایمز و سایر عنوان‌ها آموزشی بود را به قیمت ۲۳۵میلیون پوند (۴۱۵میلیون دلار) فروخت. اما بخشی از نشریه آموزش TSL که مکمل نشریه ادبی تایمز بود، به عنوان بخشی از قرارداد اکتبر ۲۰۰۵ توسط نیوز اینترنشنال حفظ شد، سپس شرکت داروین با مسئولیت محدود که ریاست شرکت را به دست گرفت، به تولید همان محصول ادامه داد.

### اتهام هک تلفن
در ژوئیه ۲۰۰۹، روزنامه گاردین، متعلق به گروه رسانه ای گاردین، گزارش داد که گروه‌های خبری روزنامه‌ها بیش از ۱ میلیون پوند را برای حل و فصل پرونده‌های حقوقی صرف کرده‌اند، گاردین روزنامه‌نگاران گروه اخبار روزنامه‌ها را در موارد متعددی به استفاده از روش‌های غیرقانونی در پیگیری داستان‌ها متهم کرد که آنها را فاش خواهد نمود. ادعا شده است که کارکنان گروه خبری متهم به دست‌داشتن در هک کردن تلفن شخصیت‌ها از جمله کلایو گودمن، دسترسی غیرقانونی صوتی به تلفن‌های همراه هزاران شخصیت عام، که سیاستمداران و افراد مشهور را شامل می‌شد. گودمن در ۲۰۰۷ به دلیل شنود تلفن‌های سه نفر از اعضای خاندان سلطنتی به زندان افتاد. این یک جرم براساس قانون کنترل بازرسی‌ها است. در آن زمان این اخبار توسط نیوز اینترنشنال انتشار یافت که بدون اطلاع گودمن اقدام شده بود و هیچ روزنامه‌نگار دیگری در اخبار بین‌المللی از چنین روش‌هایی استفاده نکرده است.
شواهد فاش شده توسط گاردین خاطرنشان می‌کند که بسیاری از شماره‌های هک شده دیگر در واقع شخصیت‌هایی مانند نایجلا لاوسون، لنی هنری، گوئینت پالترو، جان پرسکات، بوریس جانسون و تسا جاول موضوع تماس‌های تلفنی بوده‌اند. در ۲۰۰۸ اخبار جهان گوردون تیلور، مدیر اجرایی انجمن فوتبالیست‌های حرفه‌ای که به‌دلیل دست داشتن در رهگیری غیرقانونی پیام‌های تلفن همراه خود شکایت شده بود مجبور به پرداخت بیش از ۴۰۰۰۰۰ پوند خسارت شد. به گفته گاردین این پرداخت حق سکوت تیلور بود که مردم را از اطلاع‌رسانی نسبت به صدها صفحه شواهدی که در پرونده تیلور فاش شده بود بازمی‌داشت.

### مبلغ ۱۰ میلیون پوند ربکا بروکس
روزنامه گاردین با استناد به حساب‌های رسمی شرکت ادعا می‌کند که بروکس به دلیل خروج از اخبار بین‌المللی ۱۰/۸ میلیون پوند پاداش دریافت کرده است.

### منصوب شدن دوباره بروکس به عنوان مدیر عامل
در سپتامبر ۲۰۱۵، بروکس مجدداً به عنوان مدیر عامل این شرکت منصوب شد که اکنون نیوز نیوز نامیده می‌شود.

## عملیات
نام اصلی این شرکت توسط شرکت‌های تابعه، تایمز با مسئولیت محدود و روزنامه گروه خبر انتشار یافته. تا ۲۰۱۰، این روزنامه‌ها در یک سایت بزرگ در وپینگ در شرق لندن، در نزدیکی تاور هیل منتشر می‌شد، پس از درگیری شدیدی که با اتحادیه نیروی کاری که قبلاً به آن تعلق داشت با نام مستعار فورچن به خود اختصاص داد. چاپ روزنامه‌ها در حال حاضر در کارخانه‌های والتهام کراس، ناولسلی و لانارکشیر توسط مرداک انجام می‌شود.
ساختمان نیوز که کلیه عملیات نیوز بریتانیا در لندن انجام می‌گیرد، در ۱۶ سپتامبر ۲۰۱۴ توسط شهردار لندن، بوریس جانسون افتتاح شد.

### روزنامه‌های تایمز با مسئولیت محدود
روزنامه‌های تایمز با مسئولیت محدود، روزنامه فشرده تایمز روزانه است که صفحه گسترده ساندی تایمز را منتشر می‌کند.
شرکت تامسون تایمز در ۱۹۶۷ روزنامه‌های تایمز را از خانواده آستور خریداری کرد و آن را با ساندی تایمز که از ۱۹۵۹در مالکیت آن بود ادغام کرد. این شرکت در فوریه ۱۹۸۱ توسط روپرت مرداک مالک نیوز اینترنشنال خریداری شد. جان کالیر و بیل اونیل طی ۲۱روز با اتحادیه‌های چاپ مذاکره کردند. مکمل ادبی تایمز، مکمل آموزشی تایمز و مکمل آموزش عالی تایمز نیز بخشی از این گروه به‌شمار می‌رود. دو نشریه اخیر از آن زمان به فروش رسیده است.
نسخه آمریکایی تایمز در نیویورک، بوستون و برخی دیگر از شهرهای ساحل شرقی ایالات متحده در ۲۰۰۶ راه‌اندازی شد.
روپرت مرداکاظهار داشته است که قانون مطبوعات و هیئت مستقل او را از اعمال کنترل ویراستاری منع می‌کند. با این حال، پس از استعفای جیمز هاردینگ وی در مقاله‌ای در اسپکتیتور اظهار داشت که اعتماد «هیچگاه نقش مهمی در ۳۰سالی که مرداک مالک این روزنامه بوده است» نداشته، و نشان داد که مرداک به هاردینگ فشار آورده است تا استعفا دهد.

### گروه اخبار روزنامه‌ها با مسئولیت محدود
گروه اخبار روزنامه‌ها با مسئولیت محدود روزنامه‌های د سان را منتشر می‌کند. نیوز آو د ورلد یکی دیگر از روزنامه‌های متعلق به این شرکت بود. با این حال، بسته شدن آن در ۷ ژوئیه ۲۰۱۱، به دنبال شواهد جدید در مورد رسوایی هک تلفن در این روزنامه اعلام شد. شماره نهایی آن در ۱۰ ژوئیه ۲۰۱۱ منتشر شد.
نیوز آو د ورلد توسط روپرت مرداک در ژانویه ۱۹۶۹ خریداری شد و سان در اکتبر ۱۹۶۹ از شرکت انتشارات بین‌المللی خریداری شد.
مرداک اظهار داشته که او به عنوان «مالک سنتی» عمل می‌کند. اعمال کنترل تحریریه بر موضوعات اصلی به این شکل است که مثلاً در انتخابات عمومی یا سیاست در مورد اروپا از کدام حزب سیاسی حمایت کند.

### روزنامه‌های آزاد نیور بریتانیا با مسئولیت محدود
روزنامه لندن اولین روزنامه‌ای بود که توسط نیوز اینترنشنال راه اندازی شد. این یک روزنامه رایگان شب بود که در ایستگاه‌های اتوبوس و راه‌آهن در لندن توزیع می‌شد. این مقاله پنج روز در هفته از سپتامبر ۲۰۰۶تا سپتامبر ۲۰۰۹ منتشر می‌شد و در رقابت با سایر روزنامه‌هایی که به‌طور رایگان منتشر می‌شد تعطیل گردید.

### گروه بی‌سیمی با مسئولیت محدود
در ۲۰۱۶، نیوز بریتانیا بی‌سیمی با مسئولیت محدود، اپراتور تعدادی از ایستگاه‌های رادیویی در سراسر انگلستان و ایرلند را خریداری کرد.

### تلویزیون نیوز بریتانیا
در دسامبر ۲۰۲۰، نیوز بریتانیا و سایت ایرلند با مسئولیت محدود مجوز فعالیت کانال تلویزیونی جدید را بر روی ماهواره و کابل گرفتند (نباید نیوز بریتانیا را با اخبار بریتانیای برزگ و اندرو نیل، که یک کانال خبری جداگانه است، اشتباه گرفت) در ژوئن ۲۰۲۱ اخبار تلویزیون بریتانیا تحت نظارت دیوید رودز، که قبلاً مدیر فاکس نیوز و رئیس سی‌بی‌اس نیوز بود قرار گرفت.
برخلاف اخبار بریتانیای بزرگ، انتظار نمی‌رود نیوز بریتانیا با برنامه‌های شبانه و برنامه‌های آزاد خود جایگاه ویژه ای به‌دست بیاورد، طبق گفته اندرو نیل نمایش رسانه ای رادیو ۴ در ۱۲ مارس ۲۰۲۱، از طریق سیستم عامل‌ها در یک برنامه چند ساعته انجام می‌گیرد.
ربکا بروکس (مدیر عامل اجرایی) نیوز بریتانیا، در آوریل ۲۰۲۱، اعلام کرد که برنامه‌های خدمات جدید بسیار کاهش یافته است، زیرا انجام برنامه‌ها معادل انگلیسی فاکس غیرقابل اجرا تلقی می‌شود و برنامه‌نویسی فقط از طریق سیستم عامل در دسترس صورت می‌گیرد. دیوید رودز قرار است در ماه ژوئن به ایالات متحده بازگردد.

### سایر رسانه‌ها
- اخبار بین‌المللی (تبلیغات) محدود
- خدمات نیوز اینترنشنال با مسئولیت محدود
- توزیع نیوز اینترنشنال با مسئولیت محدود
- اخبار ایرلند
- انتشارات خبری نازلی با مسئولیت محدود
- انتشارات خبری (اسکاتلند) با مسئولیت محدود
- معتمدین بازنشستگی نیوز اینترنشنال با مسئولیت محدود
- شرکت تأمین نیوز اینترنشنال با مسئولیت محدود
- اخبار تلویزیون بین‌المللی نیوز اینترنشنال با مسئولیت محدود
- تلویزیون نیوز اینترنشنال با مسئولیت محدود
- سندیکای نیوز اینترنشنال با مسئولیت محدود
- پنجم، آژانس بازاریابی تأثیر گذار[۲۸]